# Donne e diamanti
Donne e diamanti (The Dolly Sisters) è un film del 1945 diretto da Irving Cummings.
È l'esordio sullo schermo di Cathy Downs.

## Trama
Negli anni venti, le due sorelle Jenny e Rosie diventano star delle Ziegfeld Follies con il nome di Dolly Sisters. Jenny, sposata con Harry Fox, un ballerino noto per aver dato il suo nome al foxtrot, ama il marito ma il loro matrimonio va comunque a rotoli. Dopo un incidente stradale, però, i due si riconcilieranno.

## Produzione
Il film fu prodotto dalla Twentieth Century Fox Film Corporation con un budget stimato di 2.510.000 dollari. Venne girato negli studi della Fox, Stage 4, 20th Century Fox Studios - 10201 Pico Blvd., Century City, Los Angeles.

## Distribuzione
Distribuito dalla Twentieth Century Fox Film Corporation, il film venne presentato in prima a Chicago il 5 ottobre; uscì poi a New York il 14 novembre 1945 con il titolo originale The Dolly Sisters. Negli Stati Uniti incassò 3.952.000 dollari.